# Astelia neocaledonica
Astelia neocaledonica är en enhjärtbladig växtart som beskrevs av Rudolf Schlechter. Astelia neocaledonica ingår i släktet Astelia och familjen Asteliaceae.
Artens utbredningsområde är Nya Kaledonien. Inga underarter finns listade i Catalogue of Life.